# Брахім Саадун
Брахім Саадун (араб. إبراهيم سعدون, трансліт. Ibrāhīm Saʻdūn; нар. 21 серпня 2000)  — марокканець, колишній студент Київського політехнічного інституту, який пішов до лав Збройних сил України як боєць-добровольець. Після захоплення він був показово засуджений до смертної кари Верховним судом самопроголошеної Донецької народної республіки (ДНР).
Був засуджений за найманство та тероризм. Національна рада з прав людини Марокко заявила, що вирок був нелегітимним і не відповідає міжнародним стандартам, також зазначивши, що Брахіма помістили в надзвичайні обставини примусу.

## Молодість, навчання, військова служба
Брахім Саадуне — марокканець, який у 2019 році переїхав до України, щоб вивчати аерокосмічну інженерію та космічні науки в Київському політехнічному інституті на факультеті аеродинамічних і космічних технологій Його привабила якість освіти і ціна. Після прибуття в Україну він рік проходив військову підготовку як обов'язкову вимогу до вивчення аерокосмічних технологій. Як наслідок, за словами його родини, Брахім отримав українське громадянство на додаток до громадянства Марокко.
Під час навчання в університеті він познайомився з кількома громадянами України, які стали його друзями, особливо в андеграундному середовищі. Його друзі описують Брахіма як освіченого та доброзичливого студента, який вільно володіє трьома мовами та володіє базовими знаннями двох інших. Він умів прив'язувати до себе людей своїм гумором і знаннями. Друзі кажуть, що він відчував такий зв'язок з Україною, що був готовий померти за країну. Він розумів ризики і був готовий прийняти наслідки.
У листопаді 2021 року Брахім відклав навчання, щоб піти добровольцем до лав Збройних сил України, підписавши контракт. Його дівчина каже в інтерв'ю, що він не дуже говорив про це рішення заздалегідь. Він пішов в армію, щоб боротися з «несправедливістю», а також отримати військовий досвід, який, за словами його друзів, був важливим, оскільки його тато був військовим. В армії служив водієм і перекладачем, оскільки володів російською, українською, французькою, арабською та берберською мовами.

## Вторгнення Росії в Україну у 2022
За кілька місяців до вторгнення він був направлений до Маріуполя, служив у 36-й окремій бригаді морської піхоти. До війни Україна була популярною країною для навчання, а марокканці були другою за чисельністю групою іноземних студентів у країні (після індійців). Коли почалося російське вторгнення, Марокко розпочало велике повернення громадян, і він мав бути репатрійований через Польщу. За даними уряду Марокко, більшість студентів повернулися до Марокко.
Після початку вторгнення він воював разом з українськими силами в обложеному Маріуполі. Брахім був захоплений російськими військами в середині квітня 2022 року, коли його підрозділ здійснив невдалу спробу прориву з Маріуполя. Інші джерела повідомляють, що він був захоплений 12 березня у Волноваському районі Донецької області. Після цього на російському Першому телеканалі показали відео допиту, де його зобразили найманцем. Як повідомляється, на цьому кадрі він сказав, що був дуже наляканий у момент захоплення. Брахім Саадуне не визнав себе винним у «найманстві», але визнав участь у бойових діях.

## Судовий процес у ДНР
Після того, як він потрапив у полон, його доставили до Донецька і судили разом із двома британськими бійцями, Ейденом Асліном і Шоном Піннером (який раніше допомагав Брахіму через Facebook приєднатися до військових сил). Після показового суду його засудили до страти. Призначений Брахіму адвокат Олена Весніна після суду заявила, що не очікувала вироку, і назвала його «дуже суворим».
Легітимність як статусу найманця, так і смертного вироку викликає великий сумнів, починаючи з того, що ДНР юридично розглядається як частина України більшістю країн, а ні в Україні, ні в Росії навіть не було юридично можливої смертної кари в час суду.
Трійця отримала однакові вироки в одному судовому процесі. Організація Об'єднаних Націй заявила, що ці смертні вироки можуть бути військовим злочином. За словами Росії, у нього є місяць на оскарження, у разі успіху вирок може бути зменшено до 25 років або довічного ув'язнення.
12 червня глава «ДНР» Денис Пушилін заявив, що не можна проявляти милосердя ні до Брахіма, ні до інших бойовиків, заявивши, що «вони прийшли в Україну вбивати мирних жителів за гроші. Тому я не бачу умов для будь-якого пом'якшення чи зміни вироку».
Після суду російський пропагандист Володимир Соловйов у своєму популярному телешоу обговорював різні способи вбити тріо, обговорюючи, чи розстрілювати, вішати, розрізати на частини чи відпускати за викуп.
За словами його дівчини, вирок Брахіму може бути наслідком спроби «підвищити йому ціну», однак вона не знає, чого хочуть росіяни за нього. Востаннє вона розмовляла з ним 27 березня.
13 червня Рада з прав людини Марокко розкритикувала дипломатичне мовчання країни щодо судового процесу, закликавши країну втрутитися та надіслати адвокатів, щоб допомогти Брахіму. З боку марокканської громадськості та медіа-професіоналів також надходить все більше звернень, які сумніваються в дипломатичному мовчанні країни з цього питання, а рух у соціальних мережах розвивається. Інші групи, такі як Мароккансько-російська асоціація дружби, звернулися безпосередньо до Росії з проханням втрутитися з гуманітарних міркувань. Станом на середину червня єдиним коментарем дипломатичного персоналу країни є те, що неназваний дипломат у Києві оприлюднив коротку заяву про те, що Саадуне утримується «організацією, невизнаною ООН або Королівством Марокко».
17 червня Європейський суд з прав людини виніс екстрене рішення від імені представника Брахіма, який 14 червня звернувся до суду. Суд зобов'язав Росію забезпечити невиконання смертної кари. Суд підкреслив, що Росія все ще зобов'язана дотримуватися правил суду. У суді також повідомили, що розглядають питання підсудності, оскільки Брахім утримується міжнародно невизнаною ДНР. Раніше в червні російська Держдума прийняла закон про припинення юрисдикції суду в Росії, але станом на середину червня він не підписаний.
21 червня сестра Брахіма повідомила, що місцева преса в Марокко та багато людей у соціальних мережах відсвяткували вирок її братові. The Guardian зазначає, що проросійські погляди більш поширені на Близькому Сході та в Африці, ніж у Європі.